# Batman Forever (videojuego)
Batman Forever es videojuego del género Yo contra el barrio basado en la película del mismo nombre.

## Desarrolladores
Las versiones de Super NES, Mega Drive, y Game Boy fueron desarrolladas por Acclaim Studios London y distribuidas por Acclaim Entertainment. Las versiones de Sega Game Gear y PC fueron desarrolladas por Probe Entertainment.

## Jugabilidad
El jugador toma el papel de Batman o Robin. Hay también un modo de juego de lucha llamado "modo de entrenamiento", donde el jugador puede jugar como Batman, Robin, o cualquiera de los enemigos en todo el juego o bien contra un oponente controlado por ordenador,	
contra un segundo jugador, o en cooperación contra dos oponentes.
Los mandos están en gran parte basados en listas de movimiento y secuencias claves. Algunos movimientos de artefacto implican alejarse del enemigo justo antes presionar un botón de puñetazo o patada, que crea problemas ya que el juego sólo mantiene a los jugadores que afrontan a enemigos si ellos son bastante cercanos el uno al otro.
La lista de artefacto es seleccionada por el jugador(actor) cada nivel, con tres artefactos estándar para cada carácter y dos artefactos seleccionados de una lista. Hay también cuatro artefactos "de cianotipo" ocultados.
La lista de artilugios es seleccionada por el jugador cada nivel, con tres artilugios estándar para cada personaje y dos artefactos seleccionados de una lista. Hay también cuatro artilugios "de plano".